# Parque natural nacional de Verjovina
El parque natural nacional de Verjovina (en ucraniano: Верховинський національний природний парк) es un parque nacional de Ucrania que cubre los tramos más altos del río Cheremosh, en los Cárpatos. El parque está en el distrito administrativo (raión) de Verjovina en el óblast de Ivano-Frankovsk; la ciudad más cercana es Chernivtsí.

## Topografía
Localizado en una de las partes más montañosas e inaccesibles de los Cárpatos ucranianos, el parque está situado en la cordillera de Chivchino-Grinyava, en las cabeceras de los dos afluentes principales del río Cheremosh, que desemboca en el norte hacia el río Prut, que en giros fluye hacia el este y el sur hasta el río Danubio. Geológicamente, el parque se encuentra en la parte noroeste del macizo cristalino de Marmaros (piedra caliza). El  Parque natural nacional de Cheremosh está al este.

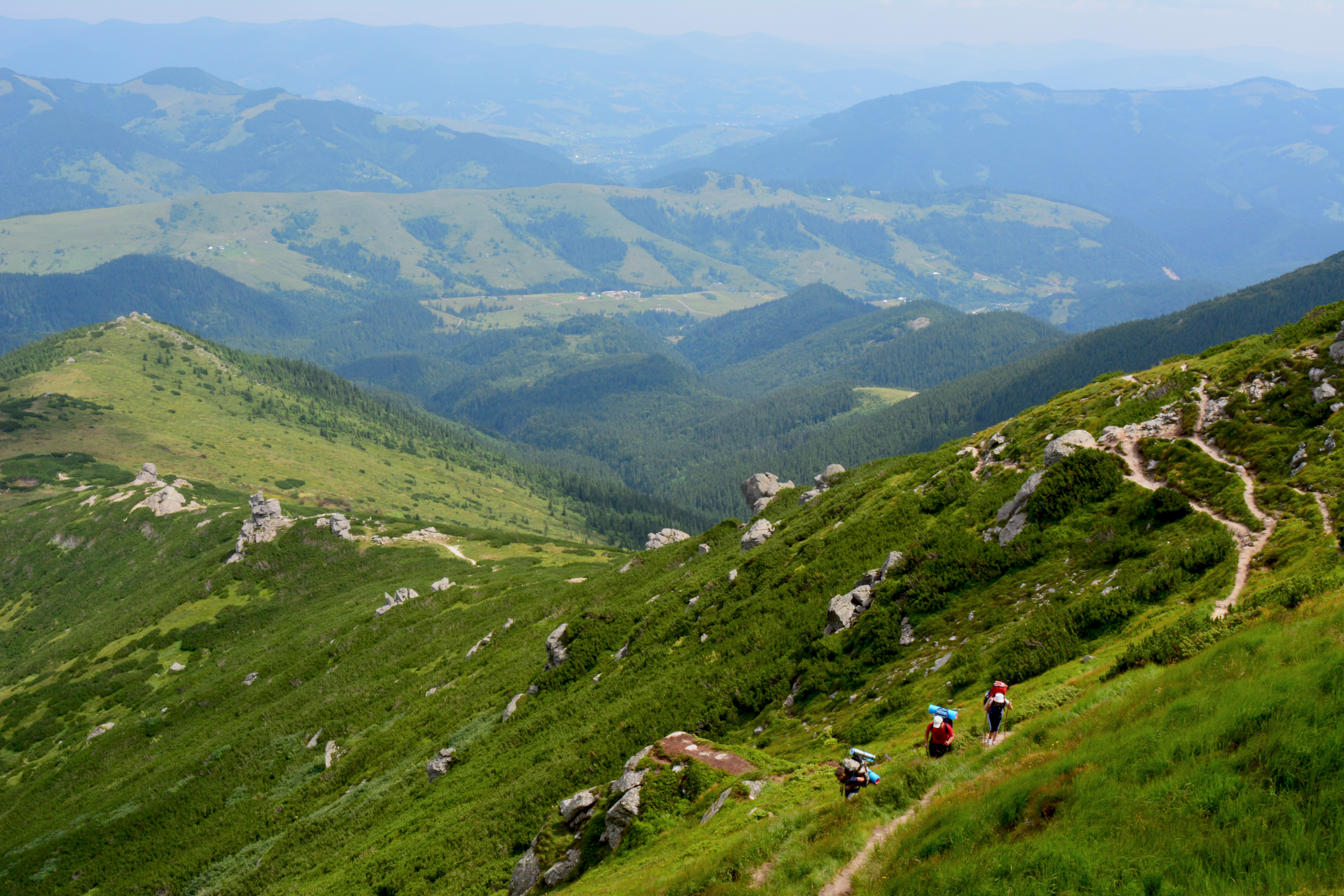
Rutas de senderismo en el parque

## Clima y ecorregión
El clima del parque es Clima continental húmedo, con verano cálido (clasificación climática de Köppen (Dfb)). Este clima se caracteriza por grandes diferencias estacionales de temperatura y un verano cálido (al menos cuatro meses con un promedio de más de 10 °C (50,0 °F), pero ningún mes con un promedio de más de 22 °C (71,6 °F). La precipitación promedio es de 1002 milímetros (39,4 plg) por año; los vientos son predominantemente del noreste.

## Flora y Fauna
El parque tiene comunidades florísticas de bosques, praderas y pantanos. Los tipos de bosques se ven afectados por la zonificación de altitud. Por encima de los 1600 metros hay mayoritariamente pino de montaña y aliso verde. Desde los 1200 metros hasta los 1600 metros, el bosque es predominantemente de abetos. Por debajo de los 1200 metros los bosques se mezclan.

## Uso público
Como parque relativamente nuevo, y uno que enfatiza la protección de la naturaleza, las instalaciones recreativas aún están en desarrollo. Hay algunas rutas de senderismo y el personal ofrece programas educativos para los escolares locales.